# Epibator
Epibator is een geslacht van hagedissen uit de familie skinken (Scincidae).

## Naam en indeling
Het geslacht werd voor het eerst wetenschappelijk beschreven in 2015 door Ross Allen Sadlier, Aaron Matthew Bauer, Glenn Michael Shea en Sarah A. Smith. De soorten werden eerder tot de geslachten Leiolopisma en Lioscincus gerekend. In de literatuur worden daarom de verouderde geslachtsnamen gebruikt.
De wetenschappelijke geslachtsnaam Epibator betekent vrij vertaald 'bovenklimmer'; epi = bovenop en bates = klimmer. Deze naam slaat op de klimmende levenswijze van de hagedissen.
De naam Epibator wordt ook gebruikt voor een groep van planten uit de orchideeënfamilie.

## Verspreiding en habitat
Beide soorten komen voor in delen van Azië en leven endemisch in Nieuw-Caledonië. De habitat van Epibator nigrofasciolatum bestaat uit bossen, van mangroven tot meer droge bossen. Van de soort Epibator greeri is slechts een enkel exemplaar bekend, de habitat is niet bekend.
Door de internationale natuurbeschermingsorganisatie IUCN is aan beide soorten een beschermingsstatus toegewezen. Epibator greeri wordt als 'onzeker' beschouwd (Data Deficient of DD) en Epibator nigrofasciolatum staat te boek als 'veilig' (Least Concern of LC).

## Soorten
Het geslacht omvat de volgende soorten, met de auteur en het verspreidingsgebied.
| Naam                      | Auteur       | Verspreidingsgebied |
| ------------------------- | ------------ | ------------------- |
| Epibator greeri           | Böhme, 1979  | Nieuw-Caledonië     |
| Epibator nigrofasciolatum | Peters, 1869 | Nieuw-Caledonië     |